# Spoorlijn Pétange - Ettelbruck
De Spoorlijn Pétange - Ettelbruck is een voor het grootste gedeelte opgebroken lijn in Luxemburg. Alleen het gedeelte tussen Bissen en Ettelbruck met een lengte van 8,7 km lang is nog in gebruik als goederenlijn. Dit stuk van de spoorlijn heeft het lijnnummer 2b. Voorheen was de gehele lijn tussen Pétange en Ettelbruck 58,7 km lang en had als nummer CFL Lijn 2.
In december 2017 werd het lijngedeelte met het lijnnummer 2a tussen Kleinbettingen en Steinfort officieel gesloten. Dit lijngedeelte was tot aan de sluiting nog in dienst als goederenlijn, maar werd steeds minder gebruikt. Dit lijngedeelte had een lengte van ongeveer 3,2 kilometer.

## Geschiedenis
De lijn is aangelegd door de Société Anonyme Luxembourgeoise des Chemins de fer et Minières Prince Henri. Het gedeelte tussen Pétange en Steinfort werd geopend in 1873. In 1880 werd de lijn verlengd tot Ettelbruck.
In 1969 werd het verkeer tussen Pétange en Hagen en tussen Steinfort en Bissen stilgelegd. Daarna werden de sporen opgebroken.

## Aansluitingen
In de volgende plaatsen is of was er een aansluiting op de volgende spoorlijnen:
Pétange
CFL 6f, spoorlijn tussen Esch-sur-Alzette en Pétange
CFL 6g, spoorlijn tussen Pétange en Rodange grens richting Aubange
CFL 6h, spoorlijn tussen Pétange en Rodange grens richting Mont-Saint-Martin
CFL 6j, spoorlijn tussen Pétange en Rodange grens richting Athus
CFL 7, spoorlijn tussen Luxemburg en Pétange
Hagen
CFL 5, spoorlijn tussen Luxemburg en Kleinbettingen
Schieren
CFL 1, spoorlijn tussen Luxemburg en Troisvierges
Ettelbruck
CFL 1, spoorlijn tussen Luxemburg en Troisvierges
CFL 1a, spoorlijn tussen Ettelbruck en Grevenmacher

## Galerij

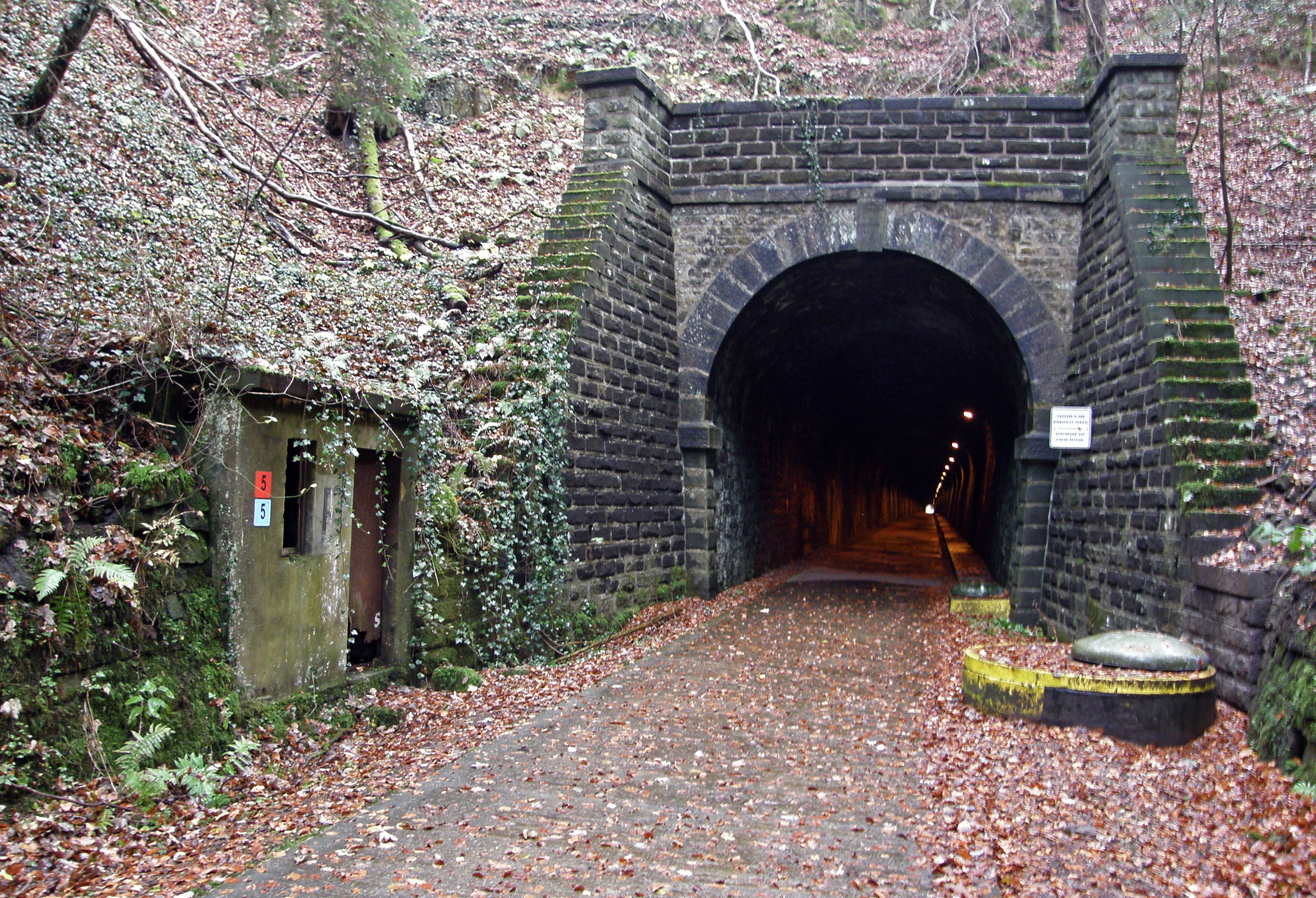
Tunnel van Hobscheid, thans in gebruik als fietsroute
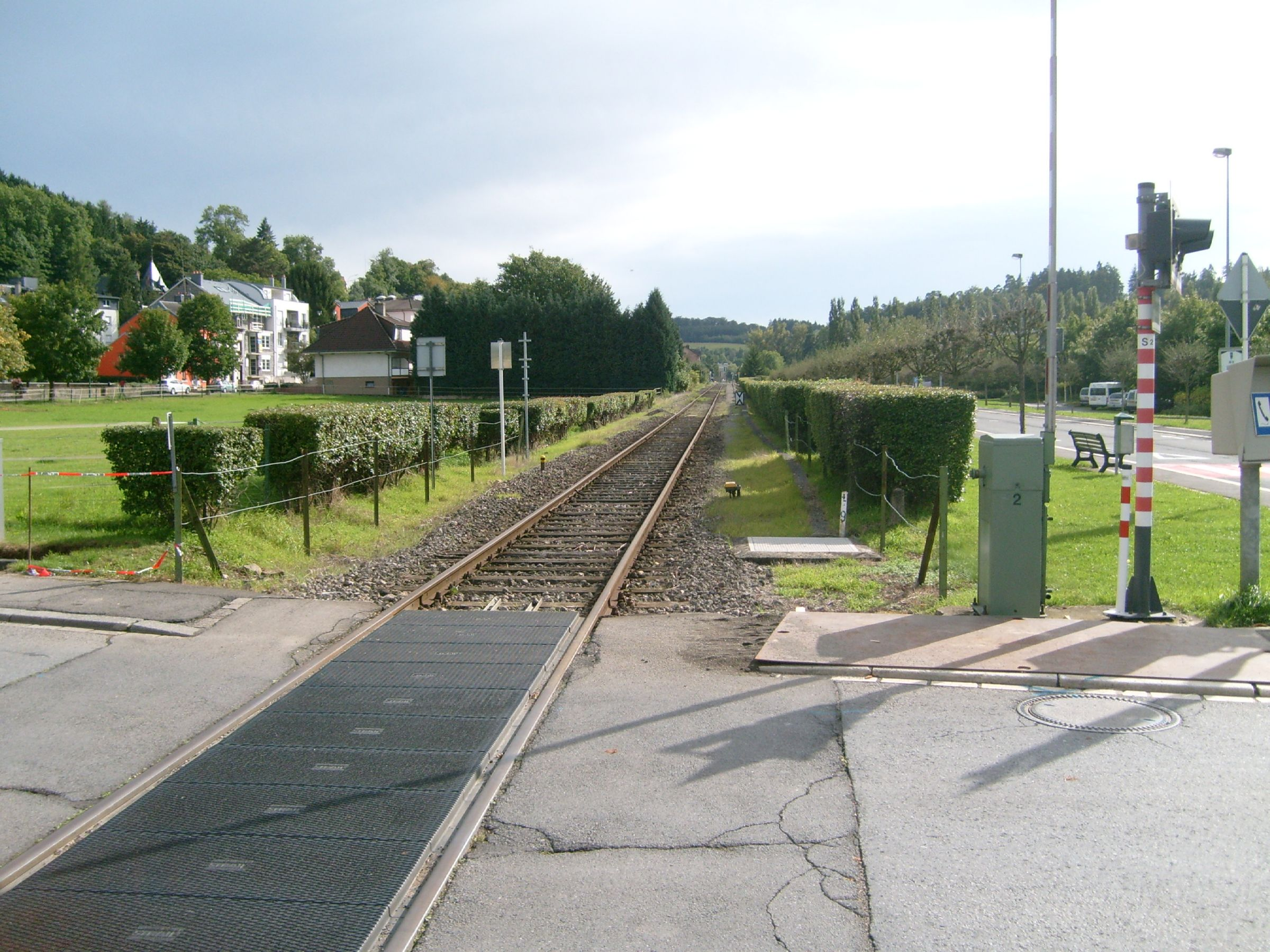
lijn 2b ter hoogte van Colmar